# اسن (بازیکن فوتبال)
اسن (انگلیسی: Asen؛ زادهٔ ۷ اکتبر ۱۹۷۸) بازیکن فوتبال اهل اسپانیا است.
از باشگاه‌هایی که در آن بازی کرده‌است می‌توان به باشگاه فوتبال رکریتیوو اوئلوا، باشگاه فوتبال آلباسته بالومپیه، باشگاه فوتبال کوردوبا، باشگاه فوتبال آلکورکون، باشگاه فوتبال ختافه، و باشگاه فوتبال اتلتیکو مادرید بی اشاره کرد.